# Белсат
Белсат (сокращение от англ. Belarusian Satellite — «Белорусское спутниковое») — польский эфирный и спутниковый телевизионный канал, ориентированный на Беларусь. Над программами канала «Белсат» работают несколько десятков журналистов в Беларуси, Польше, Литве и Чехии. «Белсат» выходит на белорусском языке, отдельные передачи и интервью выходят на русском языке.

## История

### Создание и первые годы
Создан на основании договора МИД Польши и TVP (общественное Польское телевидение) 23 апреля 2007 года. Польское телевидение получило в 2007 финансовом году из государственного бюджета 16 млн злотых (около 4 млн евро) на подготовку канала к эфиру и начало вещания. Сначала канал был в эфире 16 часов в сутки — в формате четырёх 4-часовых блоков. Во внутренней структуре Польского общественного телевидения канал называется TV Białoruś. Сотрудничает с белорусским филиалом американского радио «Свобода».
Канал начал выходить в эфир 10 декабря 2007 со спутника Астра 1KR (19,2° в. д.), когда в мире отмечался День прав человека, а с 18 июля 2008 — со спутника Сириус 4 (4,8° в. д.).
В декабре 2008 года при телеканале сформирован общественный Наблюдательный совет. Его главой был избран Геннадий Буравкин.
Созданием Совета занимался Национальный комитет Объединённых демократических сил и Совет белорусской интеллигенции. В его состав вошли до 15 известных человек из Беларуси (среди них Зинаида Бондаренко, Светлана Калинкина, Владимир Колас, Юрий Хащеватский и другие). Совет будет давать телевизионщикам свои рекомендации.
19 декабря 2016 года министр иностранных дел Польши Витольд Ващиковский заявил, что Белсат в его теперешнем виде исчезнет, а усилия и средства МИДа будут сконцентрированы на деятельности TVP Polonia. Позднее, однако, он заявил о сохранении финансирования деятельности канала, хоть и в меньших объёмах.
Для вещания на русском языке в 2017 году был открыт отельный проект — редакция «Вот Так». Это медиа включает телевещание и веб-сайты.

### После 2020 года
Канал освещал протесты в Беларуси 2020—2021 годов, за это многие журналисты были судимы и арестовывались.
В 2020 году журналистов «Белсата» задерживали 162 раза, очень часто с изъятием техники.
15 ноября 2020 года за трансляцию мирной акции в память о Романе Бондаренко с «Площади Перемен» журналистки телеканала Катерина Андреева и Дарья Чульцова были арестованы, а в феврале 2021 года получили по два года лишения свободы.
В июле 2021 года Гомельский суд признал материалы на сайте и в соцсетях Белсата экстремистскими.
3 ноября того же года МВД Беларуси признало весь канал «экстремистским формированием», в связи с чем по белорусскому закону за подписку или репост материалов канала гражданам грозит административная или уголовная ответственность.
В январе 2023 года Дарью Лосик, жену Игоря Лосика, за интервью «Белсату» приговорили к двум годам колонии по уголовной статье о содействии экстремистской деятельности.
Осенью 2022 года уголовное дело за интервью каналу завели против Натальи Сусловой, матери погибшего на Украине белорусского добровольца Павла «Волата» Суслова.
Осенью 2024 года российские власти объявили «Белсат» нежелательной организацей в России.

## Программы
| Название на белорусском языке            | Название на русском языке                | Описание |
| ---------------------------------------- | ---------------------------------------- | --- |
| «Аб’ектыў»                               | Объектив                                 | Информационная программа. |
| «Студыя Белсат»                          | Студия Белсат                            | Формат программы аналогичен «Объективу». |
| «Вот Так»                                | Вот Так                                  | Информационная программа на русском языке. |
| «Спорт»                                  | Спорт                                    | Спортивный обзор. |
| «Тыдзень у аб’ектыве»                    | Неделя в объективе                       | Итоговая информационная программа. |
| «ПраСвет»                                | ПроМир                                   | Еженедельный обзор событий в мире. |
| «Відзьмо-невідзьмо»                      | Видимо-невидимо                          | Обзор новостей шоу-бизнеса от Сергея Филимонова. |
| «Асабісты капітал»                       | Личный капитал                           | Программа-советчик, которая рассказывает про способы наиболее эффективного управления семейным капиталом и про способы сохранить семейную собственность.                                                         |
| «Сальдa»                                 | Сальдa                                   | Еженедельная программа о важнейших событиях в экономике Беларуси. |
| «Маю правa»                              | Имею право                               | Правовая программа. |
| «Форум»                                  | Форум                                    | Ток-шоу. |
| «Рэпартэр»                               | Репортер                                 | Программа формата «специальный репортаж». |
| Тыдзень з радыё «Свабода»                | Неделя с радио «Свобода»                 | Аналитическая дискуссия журналистов и экспертов радио «Свобода» на актуальные и горячие темы следующей недели.                                                                                                   |
| «Прэс-экспрэс»                           | Пресс-экспресс                           | Еженедельный обзор белорусской печати. |
| «Беларусы ў Польшчы»                     | Белорусы в Польше                        | Цикл публицистических передач о жизни белорусского национального меньшинства в Польше. |
| «Еўрапейскі зьвяз без сакрэтаў»          | Европейский союз без секретов            | Как функционирует Европейский союз, что стоит у основ его политики касательно государств бывшего СССР, объяснить стратегию ЕС в области экономики и политики добрососедства.                                     |
| «Еўропа сёння»                           | Европа сегодня                           | Программа телеканала «Немецкая волна» (Deutsche Welle) рассказывает про актуальные события в европейской политике, гражданской и культурной жизни, конфликты и их решения, проблемы и достижения.                |
| «Будучыня»                               | Будущее                                  | Научный тележурнал. |
| «На колах»                               | На колесах                               | Тележурнал про всё, что касается автомобиля. |
| «Прыватная калекцыя»                     | Частная коллекция                        | Программа о событиях культурной жизни Беларуси. |
| «Перад выбарам»                          | Перед выбором                            | Цикл теледискуссий по поводу будущих президентских выборов в Беларуси с целью помочь зрителям решить, за кого отдать свой голос.                                                                                 |
| «Госьць Белсату»                         | Гость Белсата                            | Каждую пятницу в студии программы гость. |
| «Кулінарныя падарожжы Робэрта Макловіча» | Кулинарное путешествие Роберта Макловича | Цикл передач про польскую и мировую кухню, которую представляет Роберт Маклович. |
| «Два на аднаго: Азбука маладых»          | Двое на одного: Азбука молодых           | Журналисты Белсата Павел Можейко и Дмитрий Гурневич встречаются с кандидатами на президентство, чтоб познакомиться с кандидатами поближе, обсудить их программы, узнать, каким они видят будущее Беларуси.       |
| «Паляванне на дзівосы»                   | Охота на чудеса                          | В программе Беларусь представляется как уникальное государство, которое притягивает своими загадками и чудесами не только иностранных туристов, но и самих белорусов.                                            |
| «Гісторыя пад знакам Пагоні»             | История под знаком Погони                | Цикл передач про историю Беларуси в период входа в состав Великого княжества Литовского и Речи Посполитой. |
| «Belsat Music Live»                      | Belsat Music Live                        | Музыкальная программа, которая создаётся совместно с сайтом «Тузін Гітоў». В программе принимают участие преимущественно музыканты из Беларуси, которые исполняют несколько песен и отвечают на вопросы ведущих. |

Также на телеканале транслируются различные сериалы европейского производства с переводом на тарашкевицу, а также российские документальные фильмы (без перевода).